# فايزال حميد
فايزال حميد (بالإنجليزية: Faizal Hamid)‏ هو لاعب كرة قدم سنغافوري في مركز الدفاع، ولد في 8 سبتمبر 1981 في سنغافورة. شارك مع منتخب سنغافورة لكرة القدم. أما مع النوادي، فقد لعب مع نادي غومباك يونايتد ونادي غيلانغ إنترناشونال ونادي ليون سيتي سيلورز لكرة القدم ونادي واريورز.

## وصلات خارجية
- فايزال حميد على موقع قاعدة بيانات كرة القدم.إي يو (الإنجليزية)
- فايزال حميد على موقع ناشيونال فوتبول تيمز (الإنجليزية)